# Sicètids
Els sicètids (Sycettidae) són una família d'esponges calcàries (Calcarea). Va ser descrita per Arthur Dendy el 1893.

## Gèneres
Els següents gèneres pertanyen a la família Sycettidae:
- Sycetta (Haeckel, 1872)
- Sycon (Risso, 1827)